# Мувіко (Алабама)
Мувіко (англ. Movico) — переписна місцевість (CDP) в США, в окрузі Мобіл штату Алабама. Населення — 291 особа (2020).

## Географія
Мувіко розташоване за координатами 31°3′46″ пн. ш. 88°1′36″ зх. д. / 31.06278° пн. ш. 88.02667° зх. д. (31.062763, -88.026619).  За даними Бюро перепису населення США в 2010 році переписна місцевість мала площу 2,03 км², уся площа — суходіл.

## Демографія
Згідно з переписом 2010 року, у переписній місцевості мешкало 305 осіб у 128 домогосподарствах у складі 90 родин. Густота населення становила 150 осіб/км².  Було 137 помешкань (68/км²).
Расовий склад населення:
| - 96,7 % — чорних або афроамериканців - 2,6 % — білих - 0,3 % — корінних американців |

До двох чи більше рас належало 0,3 %. Частка іспаномовних становила 0,0 % від усіх жителів.
За віковим діапазоном населення розподілялося таким чином: 23,0 % — особи молодші 18 років, 63,9 % — особи у віці 18—64 років, 13,1 % — особи у віці 65 років та старші. Медіана віку мешканця становила 42,8 року. На 100 осіб жіночої статі у переписній місцевості припадало 80,5 чоловіків;  на 100 жінок у віці від 18 років та старших — 80,8 чоловіків також старших 18 років.
За межею бідності перебувало 12,9 % осіб, у тому числі 0,0 % дітей у віці до 18 років та 0,0 % осіб у віці 65 років та старших.
Цивільне працевлаштоване населення становило 34 особи. Основні галузі зайнятості: транспорт — 73,5 %, роздрібна торгівля — 26,5 %.